# Anders Jensen
Anders Jensen (født 29. juli 1861 i Slangerup, død 27. maj 1940) var en dansk slagtermester, direktør og godsejer.
Han var søn af landmand Jens Nielsen og hustru Cecilie f. Jacob.
Jensen var direktør for Marienlyst Badehotel og for Palace Hotel i København, som han lod opføre ved arkitekten Anton Rosen. Siden lod han også Rosen bygge en forretningsejendom på Frederiksberggade og designe faner mm. til slagterlauget. Han var ejer af herregården Cathrineberg ved Sengeløse fra 1918 til sin død i 1940.
Han var oldermand i Københavns Slagterlaug fra 1909 og i bestyrelsen for Vesterbros Asylselskab. Han var Ridder af Dannebrog og Dannebrogsmand. Desuden var han dekoreret med den græske Frelserorden, Mecklenborgske Husorden af den Vendiske Krone, Persiske Sol- og Løveorden, russiske Røde Kors-orden, og den russiske Skt. Anna-orden.